# José Guadalupe Cruz
José Guadalupe „Profe” Cruz Núñez (ur. 22 listopada 1967 w Huetamo) – meksykański piłkarz występujący na pozycji środkowego obrońcy, trener piłkarski, od 2025 roku prowadzi gwatemalski Malacateco.

## Kariera klubowa
Cruz pochodzi z miejscowości Huetamo w stanie Michoacán; jest jednym z dziesięciorga dzieci Ambrosio Cruza Valencii i Etelviny Núñez Bañuelos. Jeszcze przed rozpoczęciem kariery piłkarskiej przeniósł się do stołecznego miasta Meksyk, gdzie uzyskał tytuł docenta na uczelni Escuela Normal Superior. Jako nastolatek pomyślnie przeszedł testy w klubie Deportivo Neza z siedzibą w Nezahualcóyotl i po kilku latach został włączony do pierwszego zespołu przez szkoleniowca Luisa Manuela Torresa. W meksykańskiej Primera División zadebiutował jako dwudziestolatek w maju 1988, jednak kilka tygodni później, na koniec sezonu 1987/1988, jego zespół został rozwiązany wskutek kłopotów finansowych i sprzedał swoją licencję drużynie Correcaminos UAT. Bezpośrednio po tym podpisał umowę ze stołeczną ekipą Atlante FC, gdzie występował przez kolejne dwa lata, bez większych sukcesów i przeważnie w roli rezerwowego. Ponadto po sezonie 1989/1990 spadł z Atlante do drugiej ligi meksykańskiej.
Sam Cruz pozostał jednak wówczas w najwyższej klasie rozgrywkowej; bezpośrednio po relegacji został ściągnięty przez Ricardo La Volpe – swojego byłego trenera z Atlante – do prowadzonej przez niego drużyny Querétaro FC, będącej wówczas absolutnym beniaminkiem rozgrywek. Tam pełnił rolę podstawowego stopera zespołu, a ponadto 12 maja 1991 w zremisowanym 4:4 ligowym spotkaniu z Necaxą strzelił swojego premierowego gola w karierze. Po upływie roku powrócił do Atlante FC – który pod jego nieobecność powrócił do pierwszej ligi – gdzie tym razem został kluczowym punktem linii obrony. W sezonie 1992/1993 wywalczył z prowadzoną przez trenera La Volpe drużyną Atlante jedyny w swojej karierze tytuł mistrza Meksyku, tworząc pewny duet środkowych obrońców z Wilsonem Graniolattim. W 1994 roku dotarł natomiast do finału najbardziej prestiżowych rozgrywek północnoamerykańskiego kontynentu – Pucharu Mistrzów CONCACAF. Miejsce w wyjściowym składzie Atlante stracił dopiero pod koniec swojego pobytu w tym klubie.
Podczas swojej trwającej dziesięć lat kariery piłkarskiej Cruz przez osiem lat występował w zespole Atlante FC, w którym już w wieku 29 lat zdecydował się zakończyć profesjonalną karierę. Jest uznawany za jedną z największych legend w historii klubu, również za późniejsze dokonania w roli trenera zespołu. Był opisywany jako solidny i zdyscyplinowany środkowy obrońca, zapewniający swojej drużynie bezpieczeństwo w linii defensywy. Ogółem rozegrał 223 spotkania w lidze meksykańskiej (194 jako zawodnik Atlante), w których strzelił dwa gole. Ani razu nie zdołał jednak wystąpić w pierwszej reprezentacji Meksyku.

## Kariera trenerska
Po zakończeniu kariery piłkarskiej Cruz rozpoczął pracę w roli trenera, w latach 1997–2010 będąc zatrudnionym w swoim byłym klubie Atlante FC. Początkowo pełnił w nim rolę trenera grup młodzieżowych i trzecioligowych rezerw, natomiast w 2001 roku bez większych sukcesów prowadził dwa filialne zespoły Atlante występujące w drugiej lidze meksykańskiej – wiosną ekipę Lobos BUAP z siedzibą w Puebli, natomiast jesienią Potros Zitácuaro. Bezpośrednio po tym został przeniesiony do seniorskiej drużyny, gdzie w latach 2002–2004 był asystentem swojego byłego boiskowego kolegi – trenera Miguela Herrery. W czerwcu 2004, po jego odejściu, został z kolei nowym trenerem Atlante. Premierowy mecz w meksykańskiej Primera División, zakończony druzgocącą porażką, poprowadził 14 sierpnia 2004 z Guadalajarą (0:7), jednak mimo słabego początku na koniec swojego pierwszego sezonu zdołał doprowadzić zespół aż do półfinału decydującej o mistrzostwie ligowej fazy play-off. Był to jednak jego jedyny większy sukces podczas swojej pierwszej pracy w tym klubie – został zwolniony we wrześniu 2005 wskutek słabych wyników (jego podopieczni w ostatnich jedenastu meczach odnieśli jedno zwycięstwo).
Po odejściu z pierwszej drużyny Cruz pozostał jednak w Atlante, gdzie w 2006 roku pełnił rolę szkoleniowca drugoligowych filii tego zespołu – wiosną prowadził Club León, natomiast jesienią Real de Colima, z obydwoma ekipami plasując się w czołówce drugoligowej tabeli. Jego dobra praca sprawiła, iż w styczniu 2007 zarząd klubu zaufał mu po raz kolejny i znów mianował go na stanowisko trenera pierwszego zespołu Atlante. Po upływie pół roku siedziba klubu po ponad 90 latach została przeniesiona ze stołecznego miasta Meksyk do miasta Cancún w leżącym na południowym zachodzie kraju stanie Quintana Roo. Niespodziewanie bezpośrednio po przeprowadzce, w jesiennym sezonie Apertura 2007, prowadzona przez Cruza drużyna Atlante, niezaliczająca się do ligowych faworytów, zdobyła pierwsze od czternastu lat mistrzostwo Meksyku, pokonując w dwumeczu finałowym fazy play-off Pumas UNAM wynikiem 2:1 (0:0, 2:1). On sam otrzymał wówczas w plebiscycie Meksykańskiego Związku Piłki Nożnej nagrodę dla najlepszego trenera rozgrywek, a także na stałe zapisał się w historii Atlante – został pierwszą osobą w dziejach klubu, która zdobyła z nim dwa tytuły mistrzowskie.
Niecałe dwa lata od mistrzostwa, w 2009 roku, Cruz wygrał natomiast z Atlante najbardziej prestiżowe rozgrywki Ameryki Północnej – Ligę Mistrzów CONCACAF. Jego podopieczni pokonali wówczas w dwumeczu finałowym meksykański Cruz Azul łącznym wynikiem 2:0 (0:0, 2:0) po golach Fernando Navarro i Christiana Bermúdeza. Dzięki temu kilka miesięcy później drużyna mogła wziąć udział w Klubowych Mistrzostwach Świata, gdzie pokonała w ćwierćfinale nowozelandzki Auckland City (3:0), w półfinale przegrała z Barceloną (1:3), zaś w meczu o trzecie miejsce przegrała po rzutach karnych z południowokoreańskim Pohang Steelers (1:3, 3:4 k.), zajmując ostatecznie czwarte miejsce w turnieju. Ze stanowiska trenera Cruz został zwolniony w kwietniu 2010 po nieudanym sezonie w wykonaniu Atlante – ekipa z Cancún zajęła wówczas dopiero szesnaste, trzecie od końca miejsce w lidze.
W maju 2010 Cruz został trenerem zespołu Jaguares de Chiapas z siedzibą w Tuxtla Gutiérrez, bezpośrednio po przejęciu tego klubu przez przedsiębiorstwo Grupo Salinas. Tam już w pierwszym sezonie zajął szóste miejsce w lidze, dzięki czemu zespół po raz pierwszy w historii zakwalifikował się do międzynarodowych rozgrywek – Copa Libertadores. Tam ekipa Jaguares została jedną z rewelacji rozgrywek i dotarła do ćwierćfinału, pokonując po drodze wyżej notowane zespoły takie jak brazylijski SC Internacional (1:0), odpadając dopiero po minimalnej porażce w starciu z paragwajskim Cerro Porteño (1:1, 0:1). Ogółem szkoleniowcem Jaguares Cruz pozostawał przez trzy lata, nie odnosząc jednak większych sukcesów na arenie krajowej – na sześć sezonów trzykrotnie awansował do ligowej fazy play-off, za każdym razem odpadając z niej w ćwierćfinale. Odszedł z klubu w maju 2013, kiedy to zespół został rozwiązany, sprzedając swoją licencję ekipie Querétaro FC.
W sierpniu 2013 Cruz zastąpił Víctora Manuela Vuceticha na stanowisku trenera czołowego klubu w Meksyku – CF Monterrey. Cztery miesiące później poprowadził go podczas drugich już w swojej karierze Klubowych Mistrzostwach Świata, jednak jego zespół zakończył swój udział w rozgrywkach już w ćwierćfinale, sensacyjnie ulegając po dogrywce marokańskiemu Raja Casablanca (1:2). Później znacząco pokonał jeszcze w meczu o piąte miejsce egipskie Al-Ahly (5:1), jednak postawa klubu w całym turnieju została uznana powszechnie za rozczarowanie. Ogółem ekipę Monterrey prowadził z bardzo słabym skutkiem przez pół roku, odnosząc zaledwie pięć zwycięstw w siedemnastu ligowych meczach i został zwolniony w lutym 2014. Siedem miesięcy później objął drużynę Monarcas Morelia, zajmującą wówczas ostatnią pozycję w tabeli i niezdolną wygrać siedmiu kolejnych spotkań. Na dłuższą metę nie potrafił odmienić gry zespołu, zwyciężając tylko dwa razy w dziesięciu ligowych meczach i w listopadzie 2014 został zwolniony.
W styczniu 2015 Cruz został trenerem walczącego o utrzymanie w lidze klubu Puebla FC. Prowadził go przez pięć miesięcy z udanym skutkiem – udało mu się uchronić drużynę przed relegacją, a ponadto zdobył z nią puchar Meksyku – Copa MX (będące pierwszym po dwudziestu trzech latach przerwy trofeum zdobytym przez ten zespół), po pokonaniu w finale Guadalajary (3:2). Dzięki temu po raz pierwszy w historii klub zakwalifikował się do południowoamerykańskich rozgrywek Copa Libertadores. On sam został jednak zwolniony w maju 2015, wskutek konfliktu z zarządem. W lutym 2016 objął broniącą się przed relegacją ekipę Dorados de Sinaloa z miasta Culiacán, lecz mimo poprawy wyników zespołu nie zdołał uchronić go przed spadkiem na koniec rozgrywek 2015/2016. Sam pozostał jednak na najwyższym szczeblu, już w maju obejmując Club Atlas z siedzibą w Guadalajarze.